# تشانغ نينغ
تشانغ نينغ (بالصينية: 张宁) مواليد 19 مايو 1975 في جينتشو، الصين، هي لاعبة كرة يد صينية معتزلة أصبحت مدربة.

## روابط خارجية
- تشانغ نينغ على موقع BWF.tournamentsoftware.com (الإنجليزية)
- تشانغ نينغ على موقع BWFbadminton.com (الإنجليزية)
- تشانغ نينغ على موقع اللجنة الأولمبية الدولية (الإنجليزية)
- تشانغ نينغ على موقع أوليمبيديا (الإنجليزية)
- تشانغ نينغ على موقع اللجنة الأولمبية الصينية (الإنجليزية)